# Trializm (Austro-Węgry)
Trializm − koncepcja przekształcenia ustroju Austro-Węgier istniejąca w drugiej połowie XIX wieku.

## Historia
Wskutek powstania Austro-Węgier, w miejsce austroslawizmu w Czechach pojawiło się pojęcie trializmu, zakładające przemianę dualistycznej monarchii austro-węgierskiej w trialistyczną austro-węgiersko-słowiańską. Koncepcja była popierana przez następcę tronu, Franciszka Ferdynanda, który początkowo skłaniał się ku federalizmowi państwa, a po kryzysie bośniackim przeszedł w stronę trializmu. Projekt zakładał stworzenie części słowiańskiej z ziem południowosłowiańskich lub polskich i czeskich, jednak z powodu sympatii do Chorwatów i niechęci do Czechów oraz Polaków, bardziej prawdopodobny był wariant południowosłowiański. Projekt trialistyczny wynikał z ogromnej niechęci Franciszka Ferdynanda do Węgrów i chęci osłabienia ich pozycji w państwie.
Propozycja poparta przez polskich konserwatystów galicyjskich (stańczycy).